# Coupe du monde de skeleton 2004-2005
La Coupe du monde 2004-2005 de Skeleton.

## Classement général masculin
| Rang | Nom             | Pays        | Points |
| ---- | --------------- | ----------- | ------ |
| 1    | Jeff Pain       | Canada      | 575    |
| 2    | Chris Soule     | États-Unis  | 520    |
| 3    | Duff Gibson     | Canada      | 504    |
| 4    | Gregor Stähli   | Suisse      | 442    |
| 5    | Zach Lund       | États-Unis  | 435    |
| 6    | Eric Bernotas   | États-Unis  | 426    |
| 7    | Frank Kleber    | Allemagne   | 405    |
| 8    | Kristan Bromley | Royaume-Uni | 313    |
| 9    | Martin Rettl    | Autriche    | 261    |
| 10   | Florian Grassl  | Allemagne   | 258    |

## Classement général féminin
| Rang | Nom                   | Pays       | Points |
| ---- | --------------------- | ---------- | ------ |
| 1    | Noelle Pikus-Pace     | États-Unis | 560    |
| 2    | Maya Pedersen         | Suisse     | 545    |
| 3    | Kerstin Jürgens       | Allemagne  | 470    |
| 4    | Lindsay Alcock        | Canada     | 457    |
| 5    | Diana Sartor          | Allemagne  | 456    |
| 6    | Katie Uhlaender       | États-Unis | 431    |
| 7    | Tanja Morel           | Suisse     | 412    |
| 8    | Mellisa Hollingsworth | Canada     | 396    |
| 9    | Monique Riekewald     | Allemagne  | 370    |
| 10   | Lea Ann Parsley       | États-Unis | 300    |

## Résultats

### Hommes
| Date             | Lieu         | Vainqueur     | Deuxième            | Troisième     |
| 26 novembre 2004 | Winterberg   | Jeff Pain     | Gregor Stähli       | Chris Soule   |
| 2 décembre 2004  | Altenberg    | Chris Soule   | Duff Gibson         | Jeff Pain     |
| 9 décembre 2004  | Igls         | Gregor Stähli | Jeff Pain           | Markus Penz   |
| 18 décembre 2004 | Sigulda      | Duff Gibson   | Frank Kleber        | Chris Soule   |
| 20 janvier 2005  | Turin        | Duff Gibson   | Matthias Biedermann | Jeff Pain     |
| 27 janvier 2005  | Saint-Moritz | Chris Soule   | Eric Bernotas       | Gregor Stähli |
| 11 février 2005  | Lake Placid  | Eric Bernotas | Jeff Pain           | Zach Lund     |

### Femmes
| Date             | Lieu         | Vainqueur         | Deuxième          | Troisième         |
| 26 novembre 2004 | Winterberg   | Noelle Pikus-Pace | Deanna Panting    | Diana Sartor      |
| 2 décembre 2004  | Altenberg    | Kerstin Jürgens   | Maya Pedersen     | Lindsay Alcock    |
| 9 décembre 2004  | Igls         | Noelle Pikus-Pace | Kerstin Jürgens   | Diana Sartor      |
| 18 décembre 2004 | Sigulda      | Noelle Pikus-Pace | Maya Pedersen     | Tanja Morel       |
| 20 janvier 2005  | Turin        | Kerstin Jürgens   | Diana Sartor      | Monique Riekewald |
| 27 janvier 2005  | Saint-Moritz | Tanja Morel       | Noelle Pikus-Pace | Maya Pedersen     |
| 11 février 2005  | Lake Placid  | Maya Pedersen     | Katie Uhlaender   | Noelle Pikus-Pace |